# Família Gran Ducal Luxemburguesa

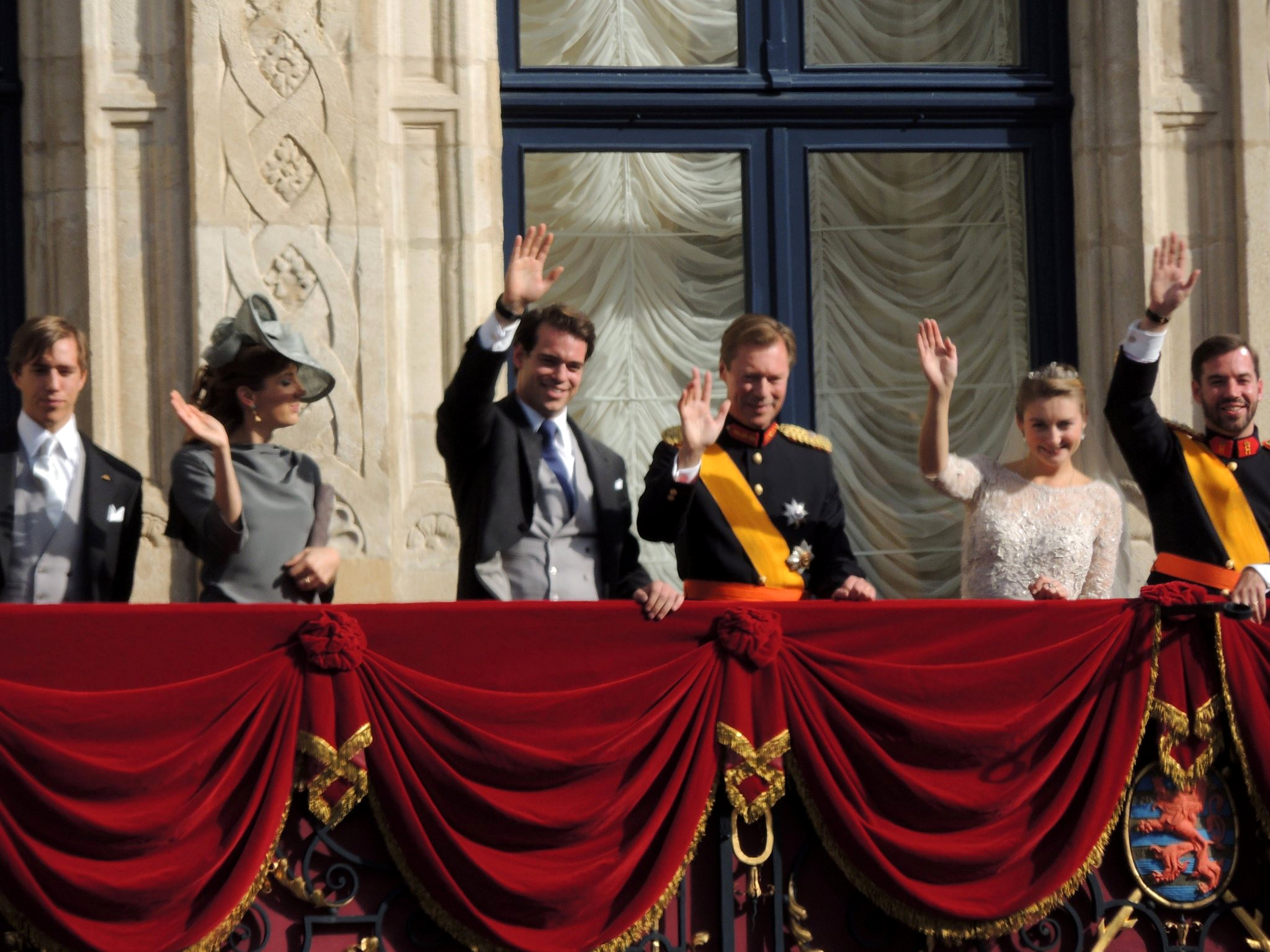
Família ducal de Luxemburg, amb Enric de Luxemburg al capdavant.

La Família Gran Ducal Luxemburguesa està constituïda per la Casa de Nassau-Weilburg i la Casa de Borbó-Parma, és encapçalada pel Gran Duc Enric de Luxemburg. La Família Gran Ducal consta de: El Gran duc, la consort del monarca, els seus fills i nets. Tots els membres de la família reben el tractament protocol·lari d'Altesa Reial.
Aquesta família és un dels pilars fonamentals de la monarquia luxemburguesa, ja que d'ella depèn la successió a la suprema autoritat de l'Estat.

## Història
El 1443 l'últim membre de la branca principal de la Casa de Luxemburg, la duquessa Elisabet, va vendre el Ducat de Luxemburg davant el duc Felip III de Borgonya, un príncep de la Casa francesa de la dinastia Valois. El 1477 el ducat va passar per matrimoni de la neta de Felip, Maria de Borgonya, a l'arxiduc Maximilià I d'Àustria, de la dinastia dels Habsburg. Luxemburg va ser un dels feus dels antics Països Baixos borgonyons que Maximilià i net de Maria, el rei Carles I d'Espanya, combinades en una unió integral, les Disset Províncies, mitjançant l'emissió de la pragmàtica Sanció de 1549p. El sud dels Països Baixos continuava sent part de l'Imperi dels Habsburg, primer a les mans del poder espanyol i després per la línia austríaca, fins al 1794, quan els revolucionaris francesos van reemplaçar el domini dels Habsburg amb l'hegemonia francesa fins a la derrota de Napoleó.
Els territoris de Luxemburg, que se centren al Castell ancestral, van ser presos per força per l'ocupació francesa, a les primeres etapes de la caiguda de Napoleó. Alguns van ser finalment cedits a Guillem I dels Països Baixos, que havia estat declarat príncep sobirà dels Països Baixos el 1813, pel seu cosí el rei Frederic Guillem III de Prússia, que va annexar els altres territoris que eren en poder dels prínceps de les diferents branques de la Casa de Nassau. Al Congrés de Viena en 1815 es van entendre les grans potències per tornar a constituir i elevar Luxemburg com un Gran Ducat, que és hereditari en la línia masculina de tota la Casa de Nassau, començant amb el Príncep d'Orange, que va ser al mateix temps però separadament reconegut com a rei dels Països Baixos.
Així Guillem I dels Països Baixos va ascendir al tron gran ducal com el primer Gran Duc de Luxemburg. Quan la línia masculina de la Casa d'Orange-Nassau es va extingir el 1890, la corona dels Països Baixos va anar al seu descendent, Guillemina I dels Països Baixos, però la corona de Luxemburg va continuar en la línia masculina, que incumbeix al cap de l'única branca dels Nassau, ex duc Adolf de Nassau-Weilburg. El seu fill, Guillem IV -va regnar des de 1905 fins a 1912-, no va tenir fills i va ser succeït per les seves filles, Maria Adelaida i després per Carlota -va regnar des de 1919 fins a 1964-. Els seus descendents, del seu matrimoni amb el príncep Fèlix de Borbó-Parma, comprenen finalment la Casa Gran Ducal al segle xxi.

## Religió
Els grans ducs Adolf i Guillem IV eren protestants. Guillem IV es va casar amb la catòlica Maria Anna de Portugal, la creença era que si un país tenia una immensa majoria de la població catòlica, també havia de tenir un monarca catòlic. El 1907, Guillem IV va declarar els Comtes protestants de Merenberg no-dinàstics, i va nomenar la seva pròpia (catòlica) filla, Maria Adelaida com a hereva del tron Gran ducal. El 1919, Maria Adelaida va abdicar a favor de la seva germana, Carlota, que també era catòlica. Des d'aleshores a Luxemburg han regnat els descendents de la gran duquessa, Carlota, catòlics igual que la majoria de la població luxemburguesa (68,7%).

## Membres de la família
Els membres de la Família Gran Ducal ostenten els títols de prínceps de Luxemburg, Ducs i Prínceps de Nassau i prínceps de Borbó-Parma.
- Gran Duc Enric, Gran Duc de Luxemburg, Duc de Nassau
- Gran Duquessa Maria Teresa, Gran Duquessa consort de Luxemburg.
  - Príncep Guillem, Gran Duc hereu de Luxemburg, Príncep de Nassau i Príncep de Borbó-Parma.
  - Princesa Estefania, Gran Duquessa hereva consort de Luxemburg.
  - Príncep Feliu de Luxemburg casat amb la Princesa Clara (Clara Lademacher) 
    -  Princesa Amàlia de Nassau.

  - Príncep Lluís de Luxemburg casat amb la Princesa Tessy (Tesy Antony).
    - Príncep Gabriel de Nassau.
    - Príncep Noè de Nassau.

  - Princesa Alexandra de Luxemburg.
  - Príncep Sebastià de Luxemburg.

## Successió al tron
La preferència pels homes sobre les dones a la Successió al Tron Luxemburguès va ser abolida el 20 de juny de 2011 per un Decret del gran Duque Enric. A partir d'aleshores, qualsevol descendent femení legítim de la Casa de Nassau-Weilburg i Borbó-Parma podrà accedir al tron, sempre que sigui la primogènita del Gran duc o del Gran duc hereu.
| Precedit per: Joan I | Cap de la Familia Gran DucalEnric I Des del 7 d'octubre de 2000 | Succeït per: actual |